# Beniarjó
Beniarjó è un comune spagnolo di 1 217 abitanti situato nella comunità autonoma Valenciana.